# Pintor del Pireo
El Pintor del Pireo fue uno de los primeros pintores de cerámica ática de figuras negras. Estuvo activo entre el 630 y el 600 a. C.
Fue contemporáneo del Pintor de Neso, cuya importancia y clase artística no alcanzó, además de que su estilo era arcaizante. Su vaso epónimo, un ánfora de cuello en Atenas, Museo Arqueológico Nacional 353, fue encontrado en El Pireo.
La característica más notable de ese vaso es el hocico del león representado, estilizado en forma de voluta o palmeta, así como en los pliegues de las mejillas de sus leones Las imágenes de leones eran muy populares en esa época, como en las obras del Pintor del león y el Pintor de la Gorgona. Excepto sus figuras de animales, que muestran una segura intuición para el diseño y las proporciones, sus otras figuras parecen muy rígidas y torpes.